# فرودگاه پارک تاون‌شیپ
 فرودگاه پارک تاون‌شیپ (به انگلیسی: Park Township Airport) یک فرودگاه همگانی با کد یاتا HLM است که یک باند فرود آسفالت دارد و طول باند آن ۹۱۴ متر است. این فرودگاه در کشور ایالات متحده آمریکا قرار دارد و در ارتفاع ۱۸۳٫۸ متری از سطح دریا واقع شده است.